# Mauro Aparecido dos Santos
Mauro Aparecido dos Santos (Fartura, 9 de novembro de 1954 — Cascavel, 11 de março de 2021), foi um sacerdote católico brasileiro, arcebispo metropolitano de Cascavel.

## Carreira
Formou-se em filosofia e teologia em Jacarezinho, no Paraná. Em 13 de maio de 1984 foi ordenado no mesmo município. De 11 de janeiro de 1992 a 31 de janeiro de 1997 exerceu função de pároco na Paróquia Santa Terezinha do Menino Jesus, em Bandeirantes. De 2 de fevereiro de 1995 a 31 de julho de 1998 foi o vigário geral da Diocese de Jacarezinho. Em 2 de janeiro de 1997 tornou-se pároco da Paróquia Imaculada Conceição - Catedral de Jacarezinho. 
Sua ordenação episcopal ocorreu em 14 de agosto de 1988, em Jacarezinho. No dia 30 de agosto tomou posse como o terceiro bispo da Diocese de Campo Mourão.
Foi Administrador apostólico da Diocese de Umuarama de 9 de maio a 13 de dezembro de 2002.
Em 31 de outubro de 2007 foi nomeado Arcebispo de Cascavel, cargo no qual tomou posse em 25 de janeiro de 2008.
No dia 11 de março de 2021, Dom Mauro faleceu vítima de complicações decorrentes de COVID-19.

## Ordenações
Dom Mauro Aparecido dos Santos presidiu cinco ordenações episcopais e sessenta e seis ordenações presbiteriais.

### Consagrador episcopal
- Ottorino Assolari, C.S.F. (2005)
- Francisco Javier Del Valle Paredes (2009)
- Mário Antônio da Silva (2010)
- Edgar Xavier Ertl, S.A.C. (2016)
- Adimir Antônio Mazali (2020)[9]

### Co-consagrador episcopal
- Ettore Dotti, C.S.F. (2011)
- Nélio Domingos Zortea (2016)[10]

## Honrarias
Recebeu títulos de cidadania honorária dos municípios de Jacarezinho, Bandeirantes, Campo Mourão, Três Barras do Paraná, Diamante do Sul, Cascavel, Guaraniaçu e Santa Tereza do Oeste.